# Liste des représentants des États-Unis pour l'Iowa
Cette liste retrace les membres de la Chambre des représentants des États-Unis pour l'État d'Iowa.

## Délégation au 119econgrès (2025-2027)
| District     | Nom                      | Nom | Début du mandat                            | Parti | Parti       |
| ------------ | ------------------------ | --- | ------------------------------------------ | ----- | ----------- |
| 1er district | Mariannette Miller-Meeks |     | 3 janvier 2021 (2 ans, 2 mois et 20 jours) |       | Républicain |
| 2e district  | Ashley Hinson            |     | 3 janvier 2021 (2 ans, 2 mois et 20 jours) |       | Républicain |
| 3e district  | Zach Nunn                |     | 3 janvier 2023 (2 ans, 2 mois et 20 jours) |       | Républicain |
| 4e district  | Randy Feenstra           |     | 3 janvier 2021 (4 ans, 2 mois et 20 jours) |       | Républicain |

### Démographie

#### Parti politique
- quatre républicains

#### Sexe
- deux hommes
- deux femmes

#### Ethnie
- quatre Blancs

## Délégations historiques
| 29e congrès (1845-1847) | Serranus Clinton Hastings (D) | Shepherd Leffler (D)         |                             |                            |                             |                            |                                     |                             |                               |                          |                           |
| Congrès                 | 1er district                  | 2e district                  |                             |                            |                             |                            |                                     |                             |                               |                          |                           |
| 30e (1847-1849)         | William Thompson (D)          | Shepherd Leffler (D)         |                             |                            |                             |                            |                                     |                             |                               |                          |                           |
| 31e (1849-1851)         | William Thompson (D)          | Shepherd Leffler (D)         |                             |                            |                             |                            |                                     |                             |                               |                          |                           |
| Daniel F. Miller (W)    |                               | Shepherd Leffler (D)         |                             |                            |                             |                            |                                     |                             |                               |                          |                           |
| 32e (1851-1853)         | Bernhart Henn (D)             | Lincoln Clark (D)            |                             |                            |                             |                            |                                     |                             |                               |                          |                           |
| 33e (1853-1855)         | Bernhart Henn (D)             | John Parsons Cook (W)        |                             |                            |                             |                            |                                     |                             |                               |                          |                           |
| 34e (1855-1857)         | Augustus Hall (D)             | James Thorington (W)         |                             |                            |                             |                            |                                     |                             |                               |                          |                           |
| 35e (1857-1859)         | Samuel Ryan Curtis (R)        | Timothy Davis (R)            |                             |                            |                             |                            |                                     |                             |                               |                          |                           |
| 36e (1859-1861)         | Samuel Ryan Curtis (R)        | William Vandever (R)         |                             |                            |                             |                            |                                     |                             |                               |                          |                           |
| 37e (1861-1863)         | Samuel Ryan Curtis (R)        | William Vandever (R)         |                             |                            |                             |                            |                                     |                             |                               |                          |                           |
| James F. Wilson (R)     |                               | William Vandever (R)         |                             |                            |                             |                            |                                     |                             |                               |                          |                           |
| Congrès                 | 1er district                  | 2e district                  | 3e district                 | 4e district                | 5e district                 | 6e district                |                                     |                             |                               |                          |                           |
| 38e (1863-1865)         | James F. Wilson (R)           | Hiram Price (R)              | William B. Allison (R)      | Josiah B. Grinnell (R)     | John A. Kasson (R)          | Asahel W. Hubbard (R)      |                                     |                             |                               |                          |                           |
| 39e (1865-1867)         | James F. Wilson (R)           | Hiram Price (R)              | William B. Allison (R)      | Josiah B. Grinnell (R)     | John A. Kasson (R)          | Asahel W. Hubbard (R)      |                                     |                             |                               |                          |                           |
| 40e (1867-1869)         | James F. Wilson (R)           | Hiram Price (R)              | William B. Allison (R)      | William Loughridge (R)     | Grenville M. Dodge (R)      | Asahel W. Hubbard (R)      |                                     |                             |                               |                          |                           |
| 41e (1869-1871)         | George Washington McCrary (R) | William Smyth (R)            | William B. Allison (R)      | William Loughridge (R)     | Francis Wayland Palmer (R)  | Charles Pomeroy (R)        |                                     |                             |                               |                          |                           |
| 41e (1869-1871)         | George Washington McCrary (R) | William Penn Wolf (R)        | William B. Allison (R)      | William Loughridge (R)     | Francis Wayland Palmer (R)  | Charles Pomeroy (R)        |                                     |                             |                               |                          |                           |
| 42e (1871-1873)         | George Washington McCrary (R) | Aylett R. Cotton (R)         | William G. Donnan (R)       | Madison Miner Walden (R)   | Francis Wayland Palmer (R)  | Jackson Orr (R)            |                                     |                             |                               |                          |                           |
| Congrès                 | 1er district                  | 2e district                  | 3e district                 | 4e district                | 5e district                 | 6e district                | 7e district                         | 8e district                 | 9e district                   |                          |                           |
| 43e (1873-1875)         | George Washington McCrary (R) | Aylett R. Cotton (R)         | William G. Donnan (R)       | Henry Otis Pratt (R)       | James Wilson (R)            | William Loughridge (R)     | John A. Kasson (R)                  | James W. McDill (R)         | Jackson Orr (R)               |                          |                           |
| 44e (1875-1877)         | George Washington McCrary (R) | John Quincy Tufts (R)        | Lucien Lester Ainsworth (D) | Henry Otis Pratt (R)       | James Wilson (R)            | Ezekiel Silas Sampson (R)  | John A. Kasson (R)                  | James W. McDill (R)         | S. Addison Oliver (R)         |                          |                           |
| 45e (1877-1879)         | Joseph Champlin Stone (R)     | Hiram Price (R)              | Theodore Weld Burdick (R)   | Nathaniel Cobb Deering (R) | Rush Clark (R)              | Ezekiel Silas Sampson (R)  | Henry Johnson Brodhead Cummings (R) | William Fletcher Sapp (R)   | S. Addison Oliver (R)         |                          |                           |
| 46e (1879-1881)         | Moses Ayers McCoid (R)        | Hiram Price (R)              | Thomas Updegraff (R)        | Nathaniel Cobb Deering (R) | Rush Clark (R)              | James B. Weaver (GB)       | Edward Hooker Gillette (GB)         | William Fletcher Sapp (R)   | Cyrus C. Carpenter (R)        |                          |                           |
| 46e (1879-1881)         | Moses Ayers McCoid (R)        | Hiram Price (R)              | Thomas Updegraff (R)        | Nathaniel Cobb Deering (R) | William George Thompson     | James B. Weaver (GB)       | Edward Hooker Gillette (GB)         | William Fletcher Sapp (R)   | Cyrus C. Carpenter (R)        |                          |                           |
| 47e (1881-1883)         | Moses Ayers McCoid (R)        | Sewall Spaulding Farwell (R) | Thomas Updegraff (R)        | Nathaniel Cobb Deering (R) | Marsena Edgar Cutts (R)     | John A. Kasson (R)         | William P. Hepburn (R)              |                             | Cyrus C. Carpenter (R)        |                          |                           |
| 47e (1881-1883)         | Moses Ayers McCoid (R)        | Sewall Spaulding Farwell (R) | Thomas Updegraff (R)        | Nathaniel Cobb Deering (R) | John Calhoun Cook (D)       | John A. Kasson (R)         | William P. Hepburn (R)              |                             | Cyrus C. Carpenter (R)        |                          |                           |
| Congrès                 | 1er district                  | 2e district                  | 3e district                 | 4e district                | 5e district                 | 6e district                | 7e district                         | 8e district                 | 9e district                   | 10e district             | 11e district              |
| 48e (1883-1885)         | Moses Ayers McCoid (R)        | Jeremiah Henry Murphy (D)    | David B. Henderson (R)      | Luman Hamlin Weller (GB)   | James Wilson (R)            | Marsena Edgar Cutts (R)    | John A. Kasson (R)                  | William P. Hepburn (R)      | William Henry Mills Pusey (D) | Adoniram J. Holmes (R)   | Isaac S. Struble (R)      |
| 48e (1883-1885)         | Moses Ayers McCoid (R)        | Jeremiah Henry Murphy (D)    | David B. Henderson (R)      | Luman Hamlin Weller (GB)   | Benjamin Todd Frederick (D) | John Calhoun Cook (D)      | Hiram Ypsilanti Smith (R)           | William P. Hepburn (R)      | William Henry Mills Pusey (D) | Adoniram J. Holmes (R)   | Isaac S. Struble (R)      |
| 49e (1885-1887)         | Benton Jay Hall (D)           | Jeremiah Henry Murphy (D)    | David B. Henderson (R)      | William E. Fuller (R)      | Benjamin Todd Frederick (D) | James B. Weaver (GB)       | Edwin H. Conger (R)                 | William P. Hepburn (R)      | Joseph Lyman (R)              | Adoniram J. Holmes (R)   | Isaac S. Struble (R)      |
| 50e (1887-1889)         | John H. Gear (R)              | Walter I. Hayes (D)          | David B. Henderson (R)      | William E. Fuller (R)      | Daniel Kerr (R)             | James B. Weaver (GB)       | Edwin H. Conger (R)                 | Albert R. Anderson (Ind. R) | Joseph Lyman (R)              | Adoniram J. Holmes (R)   | Isaac S. Struble (R)      |
| 51e (1889-1891)         | John H. Gear (R)              | Walter I. Hayes (D)          | David B. Henderson (R)      | Joseph Henry Sweney (R)    | Daniel Kerr (R)             | John F. Lacey (R)          | Edwin H. Conger (R)                 | James Patton Flick (R)      | Joseph Rea Reed (R)           | Jonathan P. Dolliver (R) | Isaac S. Struble (R)      |
| 51e (1889-1891)         | John H. Gear (R)              | Walter I. Hayes (D)          | David B. Henderson (R)      | Joseph Henry Sweney (R)    | Daniel Kerr (R)             | John F. Lacey (R)          | Edward Retilla Hays (R)             | James Patton Flick (R)      | Joseph Rea Reed (R)           | Jonathan P. Dolliver (R) | Isaac S. Struble (R)      |
| 52e (1891-1893)         | John Joseph Seerley (D)       | Walter I. Hayes (D)          | David B. Henderson (R)      | Walter Halben Butler (D)   | John Taylor Hamilton (D)    | Frederick Edward White (D) | John A. T. Hull (R)                 | James Patton Flick (R)      | Thomas Bowman (D)             | Jonathan P. Dolliver (R) | George D. Perkins (R)     |
| 53e (1893-1895)         | John H. Gear (R)              | Walter I. Hayes (D)          | David B. Henderson (R)      | Thomas Updegraff (R)       | Robert G. Cousins (R)       | John F. Lacey (R)          | John A. T. Hull (R)                 | William P. Hepburn (R)      | Alva L. Hager (R)             | Jonathan P. Dolliver (R) | George D. Perkins (R)     |
| 54e (1895-1897)         | Samuel M. Clark (R)           | George M. Curtis (R)         | David B. Henderson (R)      | Thomas Updegraff (R)       | Robert G. Cousins (R)       | John F. Lacey (R)          | John A. T. Hull (R)                 | William P. Hepburn (R)      | Alva L. Hager (R)             | Jonathan P. Dolliver (R) | George D. Perkins (R)     |
| 55e (1897-1899)         | Samuel M. Clark (R)           | George M. Curtis (R)         | David B. Henderson (R)      | Thomas Updegraff (R)       | Robert G. Cousins (R)       | John F. Lacey (R)          | John A. T. Hull (R)                 | William P. Hepburn (R)      | Alva L. Hager (R)             | Jonathan P. Dolliver (R) | George D. Perkins (R)     |
| 56e (1899-1901)         | Thomas Hedge (R)              | Joseph R. Lane (R)           | David B. Henderson (R)      | Gilbert N. Haugen (R)      | Robert G. Cousins (R)       | John F. Lacey (R)          | John A. T. Hull (R)                 | William P. Hepburn (R)      | Smith McPherson (R)           | Jonathan P. Dolliver (R) | Lot Thomas (R)            |
| 56e (1899-1901)         | Thomas Hedge (R)              | Joseph R. Lane (R)           | David B. Henderson (R)      | Gilbert N. Haugen (R)      | Robert G. Cousins (R)       | John F. Lacey (R)          | John A. T. Hull (R)                 | William P. Hepburn (R)      | Walter I. Smith (R)           | James P. Conner (R)      | Lot Thomas (R)            |
| 57e (1901-1903)         | Thomas Hedge (R)              | John N. W. Rumple (R)        | David B. Henderson (R)      | Gilbert N. Haugen (R)      | Robert G. Cousins (R)       | John F. Lacey (R)          | John A. T. Hull (R)                 | William P. Hepburn (R)      | Walter I. Smith (R)           | James P. Conner (R)      | Lot Thomas (R)            |
| 58e (1903-1905)         | Thomas Hedge (R)              | Martin Joseph Wade (D)       | Benjamin P. Birdsall (R)    | Gilbert N. Haugen (R)      | Robert G. Cousins (R)       | John F. Lacey (R)          | John A. T. Hull (R)                 | William P. Hepburn (R)      | Walter I. Smith (R)           | James P. Conner (R)      | Lot Thomas (R)            |
| 59e (1905-1907)         | Thomas Hedge (R)              | Albert F. Dawson (R)         | Benjamin P. Birdsall (R)    | Gilbert N. Haugen (R)      | Robert G. Cousins (R)       | John F. Lacey (R)          | John A. T. Hull (R)                 | William P. Hepburn (R)      | Walter I. Smith (R)           | James P. Conner (R)      | Elbert H. Hubbard (R)     |
| 60e (1907-1909)         | Charles A. Kennedy (R)        | Albert F. Dawson (R)         | Benjamin P. Birdsall (R)    | Gilbert N. Haugen (R)      | Robert G. Cousins (R)       | Daniel W. Hamilton (D)     | John A. T. Hull (R)                 | William P. Hepburn (R)      | Walter I. Smith (R)           | James P. Conner (R)      | Elbert H. Hubbard (R)     |
| 61e (1909-1911)         | Charles A. Kennedy (R)        | Albert F. Dawson (R)         | Charles E. Pickett (R)      | Gilbert N. Haugen (R)      | James W. Good (R)           | Nathan E. Kendall (R)      | John A. T. Hull (R)                 | William Darius Jamieson (D) | Walter I. Smith (R)           | Frank P. Woods (R)       | Elbert H. Hubbard (R)     |
| 62e (1911-1913)         | Charles A. Kennedy (R)        | Irvin S. Pepper (D)          | Charles E. Pickett (R)      | Gilbert N. Haugen (R)      | James W. Good (R)           | Nathan E. Kendall (R)      | Solomon F. Prouty (R)               | Horace M. Towner (R)        | Walter I. Smith (R)           | Frank P. Woods (R)       | Elbert H. Hubbard (R)     |
| 62e (1911-1913)         | Charles A. Kennedy (R)        | Irvin S. Pepper (D)          | Charles E. Pickett (R)      | Gilbert N. Haugen (R)      | James W. Good (R)           | Nathan E. Kendall (R)      | Solomon F. Prouty (R)               | Horace M. Towner (R)        | William R. Green (R)          | Frank P. Woods (R)       | George Cromwell Scott (R) |
| 63e (1913-1915)         | Charles A. Kennedy (R)        | Irvin S. Pepper (D)          | Maurice Connolly (D)        | Gilbert N. Haugen (R)      | James W. Good (R)           | Sanford Kirkpatrick (D)    | Solomon F. Prouty (R)               | Horace M. Towner (R)        | William R. Green (R)          | Frank P. Woods (R)       | George Cromwell Scott (R) |
| 63e (1913-1915)         | Charles A. Kennedy (R)        | Henry Vollmer (D)            | Maurice Connolly (D)        | Gilbert N. Haugen (R)      | James W. Good (R)           | Sanford Kirkpatrick (D)    | Solomon F. Prouty (R)               | Horace M. Towner (R)        | William R. Green (R)          | Frank P. Woods (R)       | George Cromwell Scott (R) |
| 64e (1915-1917)         | Charles A. Kennedy (R)        | Harry E. Hull (R)            | Burton E. Sweet (R)         | Gilbert N. Haugen (R)      | James W. Good (R)           | C. William Ramseyer (R)    | Cassius C. Dowell (R)               | Horace M. Towner (R)        | William R. Green (R)          | Frank P. Woods (R)       | Thomas J. Steele (D)      |
| 65e (1917-1919)         | Charles A. Kennedy (R)        | Harry E. Hull (R)            | Burton E. Sweet (R)         | Gilbert N. Haugen (R)      | James W. Good (R)           | C. William Ramseyer (R)    | Cassius C. Dowell (R)               | Horace M. Towner (R)        | William R. Green (R)          | Frank P. Woods (R)       | George Cromwell Scott (R) |
| 66e (1919-1921)         | Charles A. Kennedy (R)        | Harry E. Hull (R)            | Burton E. Sweet (R)         | Gilbert N. Haugen (R)      | James W. Good (R)           | C. William Ramseyer (R)    | Cassius C. Dowell (R)               | Horace M. Towner (R)        | William R. Green (R)          | L. J. Dickinson (R)      | William D. Boies (R)      |
| 67e (1921-1923)         | William F. Kopp (R)           | Harry E. Hull (R)            | Burton E. Sweet (R)         | Gilbert N. Haugen (R)      | James W. Good (R)           | C. William Ramseyer (R)    | Cassius C. Dowell (R)               | Horace M. Towner (R)        | William R. Green (R)          | L. J. Dickinson (R)      | William D. Boies (R)      |
| 67e (1921-1923)         | William F. Kopp (R)           | Harry E. Hull (R)            | Burton E. Sweet (R)         | Gilbert N. Haugen (R)      | Cyrenus Cole (R)            | C. William Ramseyer (R)    | Cassius C. Dowell (R)               | Horace M. Towner (R)        | William R. Green (R)          | L. J. Dickinson (R)      | William D. Boies (R)      |
| 68e (1923-1925)         | William F. Kopp (R)           | Harry E. Hull (R)            | Thomas J. B. Robinson (R)   | Gilbert N. Haugen (R)      |                             | C. William Ramseyer (R)    | Cassius C. Dowell (R)               | Horace M. Towner (R)        | William R. Green (R)          | L. J. Dickinson (R)      | William D. Boies (R)      |
| 68e (1923-1925)         | William F. Kopp (R)           | Harry E. Hull (R)            | Thomas J. B. Robinson (R)   | Gilbert N. Haugen (R)      | Hiram Kinsman Evans (R)     | C. William Ramseyer (R)    | Cassius C. Dowell (R)               |                             | William R. Green (R)          | L. J. Dickinson (R)      | William D. Boies (R)      |
| 69e (1925-1927)         | William F. Kopp (R)           | F. Dickinson Letts (R)       | Thomas J. B. Robinson (R)   | Gilbert N. Haugen (R)      | Lloyd Thurston (R)          | C. William Ramseyer (R)    | Cassius C. Dowell (R)               |                             | William R. Green (R)          | L. J. Dickinson (R)      | William D. Boies (R)      |
| 70e (1927-1929)         | William F. Kopp (R)           | F. Dickinson Letts (R)       | Thomas J. B. Robinson (R)   | Gilbert N. Haugen (R)      | Lloyd Thurston (R)          | C. William Ramseyer (R)    | Cassius C. Dowell (R)               |                             | William R. Green (R)          | L. J. Dickinson (R)      | William D. Boies (R)      |
| Earl W. Vincent         | William F. Kopp (R)           | F. Dickinson Letts (R)       | Thomas J. B. Robinson (R)   | Gilbert N. Haugen (R)      | Lloyd Thurston (R)          | C. William Ramseyer (R)    | Cassius C. Dowell (R)               |                             |                               | L. J. Dickinson (R)      | William D. Boies (R)      |
| 71e (1929-1931)         | William F. Kopp (R)           | F. Dickinson Letts (R)       | Thomas J. B. Robinson (R)   | Gilbert N. Haugen (R)      | Lloyd Thurston (R)          | C. William Ramseyer (R)    | Cassius C. Dowell (R)               | Charles Swanson (R)         | Ed H. Campbell (R)            | L. J. Dickinson (R)      |                           |
| 72e (1931-1933)         | William F. Kopp (R)           | Bernhard M. Jacobsen (D)     | Thomas J. B. Robinson (R)   | Gilbert N. Haugen (R)      | Lloyd Thurston (R)          | C. William Ramseyer (R)    | Cassius C. Dowell (R)               | Charles Swanson (R)         | Ed H. Campbell (R)            | Fred C. Gilchrist (R)    |                           |
| Congrès                 | 1er district                  | 2e district                  | 3e district                 | 4e district                | 5e district                 | 6e district                | 7e district                         | 8e district                 | 9e district                   |                          |                           |
| 73e (1933-1935)         | Edward C. Eicher (D)          | Bernhard M. Jacobsen (D)     | Albert C. Willford (D)      | Fred Biermann (D)          | Lloyd Thurston (R)          | Cassius C. Dowell (R)      | Otha D. Wearin (D)                  | Fred C. Gilchrist (R)       | Guy M. Gillette (D)           |                          |                           |
| 74e (1935-1937)         | Edward C. Eicher (D)          | Bernhard M. Jacobsen (D)     | John W. Gwynne (R)          | Fred Biermann (D)          | Lloyd Thurston (R)          | Hubert Utterback (D)       | Otha D. Wearin (D)                  | Fred C. Gilchrist (R)       | Guy M. Gillette (D)           |                          |                           |
| 75e (1937-1939)         | Edward C. Eicher (D)          | William S. Jacobsen (D)      | John W. Gwynne (R)          | Fred Biermann (D)          | Lloyd Thurston (R)          | Cassius C. Dowell (R)      | Otha D. Wearin (D)                  | Fred C. Gilchrist (R)       | Vincent F. Harrington (D)     |                          |                           |
| 76e (1939-1941)         | Thomas E. Martin (R)          | William S. Jacobsen (D)      | John W. Gwynne (R)          | Henry O. Talle (R)         | Karl M. LeCompte (R)        | Cassius C. Dowell (R)      | Ben F. Jensen (R)                   | Fred C. Gilchrist (R)       | Vincent F. Harrington (D)     |                          |                           |
| 77e (1941-1943)         | Thomas E. Martin (R)          | William S. Jacobsen (D)      | John W. Gwynne (R)          | Henry O. Talle (R)         | Karl M. LeCompte (R)        | Paul Cunningham (R)        | Ben F. Jensen (R)                   | Fred C. Gilchrist (R)       | Vincent F. Harrington (D)     |                          |                           |
| 77e (1941-1943)         | Thomas E. Martin (R)          | William S. Jacobsen (D)      | John W. Gwynne (R)          | Henry O. Talle (R)         | Karl M. LeCompte (R)        | Paul Cunningham (R)        | Ben F. Jensen (R)                   | Fred C. Gilchrist (R)       | Harry E. Narey (R)            |                          |                           |
| Congrès                 | 1er district                  | 2e district                  | 3e district                 | 4e district                | 5e district                 | 6e district                | 7e district                         | 8e district                 |                               |                          |                           |
| 78e (1943-1945)         | Thomas E. Martin (R)          | Henry O. Talle (R)           | John W. Gwynne (R)          | Karl M. LeCompte (R)       | Paul Cunningham (R)         | Fred C. Gilchrist (R)      | Ben F. Jensen (R)                   | Charles B. Hoeven (R)       |                               |                          |                           |
| 79e (1945-1947)         | Thomas E. Martin (R)          | Henry O. Talle (R)           | John W. Gwynne (R)          | Karl M. LeCompte (R)       | Paul Cunningham (R)         | James I. Dolliver (R)      | Ben F. Jensen (R)                   | Charles B. Hoeven (R)       |                               |                          |                           |
| 80e (1947-1949)         | Thomas E. Martin (R)          | Henry O. Talle (R)           | John W. Gwynne (R)          | Karl M. LeCompte (R)       | Paul Cunningham (R)         | James I. Dolliver (R)      | Ben F. Jensen (R)                   | Charles B. Hoeven (R)       |                               |                          |                           |
| 81e (1949-1951)         | Thomas E. Martin (R)          | Henry O. Talle (R)           | Harold R. Gross (R)         | Karl M. LeCompte (R)       | Paul Cunningham (R)         | James I. Dolliver (R)      | Ben F. Jensen (R)                   | Charles B. Hoeven (R)       |                               |                          |                           |
| 82e (1951-1953)         | Thomas E. Martin (R)          | Henry O. Talle (R)           | Harold R. Gross (R)         | Karl M. LeCompte (R)       | Paul Cunningham (R)         | James I. Dolliver (R)      | Ben F. Jensen (R)                   | Charles B. Hoeven (R)       |                               |                          |                           |
| 83e (1953-1955)         | Thomas E. Martin (R)          | Henry O. Talle (R)           | Harold R. Gross (R)         | Karl M. LeCompte (R)       | Paul Cunningham (R)         | James I. Dolliver (R)      | Ben F. Jensen (R)                   | Charles B. Hoeven (R)       |                               |                          |                           |
| 84e (1955-1957)         | Fred Schwengel (R)            | Henry O. Talle (R)           | Harold R. Gross (R)         | Karl M. LeCompte (R)       | Paul Cunningham (R)         | James I. Dolliver (R)      | Ben F. Jensen (R)                   | Charles B. Hoeven (R)       |                               |                          |                           |
| 85e (1957-1959)         | Fred Schwengel (R)            | Henry O. Talle (R)           | Harold R. Gross (R)         | Karl M. LeCompte (R)       | Paul Cunningham (R)         | Merwin Coad (D)            | Ben F. Jensen (R)                   | Charles B. Hoeven (R)       |                               |                          |                           |
| 86e (1959-1961)         | Fred Schwengel (R)            | Leonard G. Wolf (D)          | Harold R. Gross (R)         | Steven V. Carter (D)       | Neal Smith (D)              | Merwin Coad (D)            | Ben F. Jensen (R)                   | Charles B. Hoeven (R)       |                               |                          |                           |
| 87e (1961-1963)         | Fred Schwengel (R)            | James E. Bromwell (R)        | Harold R. Gross (R)         | John Kyl (R)               | Neal Smith (D)              | Merwin Coad (D)            | Ben F. Jensen (R)                   | Charles B. Hoeven (R)       |                               |                          |                           |
| Congrès                 | 1er district                  | 2e district                  | 3e district                 | 4e district                | 5e district                 | 6e district                | 7e district                         |                             |                               |                          |                           |
| 88e (1963-1965)         | Fred Schwengel (R)            | James E. Bromwell (R)        | Harold R. Gross (R)         | John Kyl (R)               | Neal Smith (D)              | Charles B. Hoeven (R)      | Ben F. Jensen (R)                   |                             |                               |                          |                           |
| 89e (1965-1967)         | John R. Schmidhauser (D)      | John Culver (D)              | Harold R. Gross (R)         | Bert Bandstra (D)          | Neal Smith (D)              | Stanley L. Greigg (D)      | John R. Hansen (D)                  |                             |                               |                          |                           |
| 90e (1967-1969)         | Fred Schwengel (R)            | John Culver (D)              | Harold R. Gross (R)         | John Kyl (R)               | Neal Smith (D)              | Wiley Mayne (R)            | William J. Scherle (R)              |                             |                               |                          |                           |
| 91e (1969-1971)         | Fred Schwengel (R)            | John Culver (D)              | Harold R. Gross (R)         | John Kyl (R)               | Neal Smith (D)              | Wiley Mayne (R)            | William J. Scherle (R)              |                             |                               |                          |                           |
| 92e (1971-1973)         | Fred Schwengel (R)            | John Culver (D)              | Harold R. Gross (R)         | John Kyl (R)               | Neal Smith (D)              | Wiley Mayne (R)            | William J. Scherle (R)              |                             |                               |                          |                           |
| Congrès                 | 1er district                  | 2e district                  | 3e district                 | 4e district                | 5e district                 | 6e district                |                                     |                             |                               |                          |                           |
| 93e (1973-1975)         | Edward Mezvinsky (D)          | John Culver (D)              | Harold R. Gross (R)         | Neal Smith (D)             | William J. Scherle (R)      | Wiley Mayne (R)            |                                     |                             |                               |                          |                           |
| 94e (1975-1977)         | Edward Mezvinsky (D)          | Michael T. Blouin (D)        | Charles E. Grassley (R)     | Neal Smith (D)             | Tom Harkin (D)              | Berkley Bedell (D)         |                                     |                             |                               |                          |                           |
| 95e (1977-1979)         | Jim Leach (R)                 | Michael T. Blouin (D)        | Charles E. Grassley (R)     | Neal Smith (D)             | Tom Harkin (D)              | Berkley Bedell (D)         |                                     |                             |                               |                          |                           |
| 96e (1979-1981)         | Jim Leach (R)                 | Tom Tauke (R)                | Charles E. Grassley (R)     | Neal Smith (D)             | Tom Harkin (D)              | Berkley Bedell (D)         |                                     |                             |                               |                          |                           |
| 97e (1981-1983)         | Jim Leach (R)                 | Tom Tauke (R)                | T. Cooper Evans (R)         | Neal Smith (D)             | Tom Harkin (D)              | Berkley Bedell (D)         |                                     |                             |                               |                          |                           |
| 98e (1983-1985)         | Jim Leach (R)                 | Tom Tauke (R)                | T. Cooper Evans (R)         | Neal Smith (D)             | Tom Harkin (D)              | Berkley Bedell (D)         |                                     |                             |                               |                          |                           |
| 99e (1985-1987)         | Jim Leach (R)                 | Tom Tauke (R)                | T. Cooper Evans (R)         | Neal Smith (D)             | Jim Ross Lightfoot (R)      | Berkley Bedell (D)         |                                     |                             |                               |                          |                           |
| 100e (1987-1989)        | Jim Leach (R)                 | Tom Tauke (R)                | David R. Nagle (D)          | Neal Smith (D)             | Jim Ross Lightfoot (R)      | Fred Grandy (R)            |                                     |                             |                               |                          |                           |
| 101e (1989-1991)        | Jim Leach (R)                 | Tom Tauke (R)                | David R. Nagle (D)          | Neal Smith (D)             | Jim Ross Lightfoot (R)      | Fred Grandy (R)            |                                     |                             |                               |                          |                           |
| 102e (1991-1993)        | Jim Leach (R)                 | Jim Nussle (R)               | David R. Nagle (D)          | Neal Smith (D)             | Jim Ross Lightfoot (R)      | Fred Grandy (R)            |                                     |                             |                               |                          |                           |
| Congrès                 | 1er district                  | 2e district                  | 3e district                 | 4e district                | 5e district                 |                            |                                     |                             |                               |                          |                           |
| 103e (1993-1995)        | Jim Leach (R)                 | Jim Nussle (R)               | Jim Ross Lightfoot (R)      | Neal Smith (D)             | Fred Grandy (R)             |                            |                                     |                             |                               |                          |                           |
| 104e (1995-1997)        | Jim Leach (R)                 | Jim Nussle (R)               | Jim Ross Lightfoot (R)      | Greg Ganske (R)            | Tom Latham (R)              |                            |                                     |                             |                               |                          |                           |
| 105e (1997-1999)        | Jim Leach (R)                 | Jim Nussle (R)               | Leonard Boswell (D)         | Greg Ganske (R)            | Tom Latham (R)              |                            |                                     |                             |                               |                          |                           |
| 106e (1999-2001)        | Jim Leach (R)                 | Jim Nussle (R)               | Leonard Boswell (D)         | Greg Ganske (R)            | Tom Latham (R)              |                            |                                     |                             |                               |                          |                           |
| 107e (2001-2003)        | Jim Leach (R)                 | Jim Nussle (R)               | Leonard Boswell (D)         | Greg Ganske (R)            | Tom Latham (R)              |                            |                                     |                             |                               |                          |                           |
| 108e (2003-2005)        | Jim Nussle (R)                | Jim Leach (R)                | Leonard Boswell (D)         | Tom Latham (R)             | Steve King (R)              |                            |                                     |                             |                               |                          |                           |
| 109e (2005-2007)        | Jim Nussle (R)                | Jim Leach (R)                | Leonard Boswell (D)         | Tom Latham (R)             | Steve King (R)              |                            |                                     |                             |                               |                          |                           |
| 110e (2007-2009)        | Bruce Braley (D)              | Dave Loebsack (D)            | Leonard Boswell (D)         | Tom Latham (R)             | Steve King (R)              |                            |                                     |                             |                               |                          |                           |
| 111e (2009-2011)        | Bruce Braley (D)              | Dave Loebsack (D)            | Leonard Boswell (D)         | Tom Latham (R)             | Steve King (R)              |                            |                                     |                             |                               |                          |                           |
| 112e (2011-2013)        | Bruce Braley (D)              | Dave Loebsack (D)            | Leonard Boswell (D)         | Tom Latham (R)             | Steve King (R)              |                            |                                     |                             |                               |                          |                           |
| Congrès                 | 1er district                  | 2e district                  | 3e district                 | 4e district                |                             |                            |                                     |                             |                               |                          |                           |
| 113e (2013-2015)        | Bruce Braley (D)              | Dave Loebsack (D)            | Tom Latham (R)              | Steve King (R)             |                             |                            |                                     |                             |                               |                          |                           |
| 114e (2015-2017)        | Rod Blum (R)                  | Dave Loebsack (D)            | David Young (R)             | Steve King (R)             |                             |                            |                                     |                             |                               |                          |                           |
| 115e (2017-2019)        | Rod Blum (R)                  | Dave Loebsack (D)            | David Young (R)             | Steve King (R)             |                             |                            |                                     |                             |                               |                          |                           |
| 116e (2019-2021)        | Abby Finkenauer (D)           | Dave Loebsack (D)            | Cindy Axne (D)              | Steve King (R)             |                             |                            |                                     |                             |                               |                          |                           |
| 117e (2021-2023)        | Ashley Hinson (R)             | Mariannette Miller-Meeks (R) | Cindy Axne (D)              | Randy Feenstra (R)         |                             |                            |                                     |                             |                               |                          |                           |
| 118e (2023-2025)        | Mariannette Miller-Meeks (R)  | Ashley Hinson (R)            | Zach Nunn (R)               | Randy Feenstra (R)         |                             |                            |                                     |                             |                               |                          |                           |